# Яковлєв Сергій Якович
Сергій Якович Яковлєв (14 січня 1901, село Погорєлка Боровицького повіту Новгородської губернії, тепер Новгородської області, Російська Федерація — 1966, місто Москва, тепер Російська Федерація) — радянський партійний діяч, секретар ЦК КП(б) Казахстану з кадрів, 1-й секретар Карагандинського обласного комітету КП Казахстану. Депутат Верховної ради Казахської РСР 2—3-го і 5-го скликань. Депутат Верховної Ради СРСР 3—4-го скликань (у 1952—1958 роках).

## Життєпис
Народився в селянській родині. У 1912—1917 роках — учень кравця. З 1917 по 1918 рік воював у червоному партизанському загоні.
З 1917 року працював на залізниці, був ремонтним робітником, стрілочником, гальмівником, зчіплювачем, секретарем місцевого комітету станції Сортувальна Октябрської залізниці.
Член ВКП(б) з 1927 року.
У 1932 році закінчив вечірню школу радянського та партійного будівництва.
Працював секретарем комітету ВКП(б) станції Сортувальна Октябрської залізниці, партійним організатором ЦК ВКП(б) станції Борове. До 1937 року — секретар комітету ВКП(б) вузла Ховріно Октябрської залізниці.
У 1937 році закінчив перший курс Ленінградського інституту інженерів транспорту.
У 1937—1939 роках — 2-й секретар Красногорського районного комітету ВКП(б) Московської області; 1-й секретар Ленінського районного комітету ВКП(б) Московської області.
У 1939 році — завідувач відділу керівних партійних органів Московського обласного комітету ВКП(б).
У 1939 — квітні 1944 року — секретар Московського обласного комітету ВКП(б) з кадрів.
Одночасно, в липні 1941 — січні 1943 року — начальник штабу з керівництва партизанським рухом у Московській області.
9 квітня 1944 — 25 лютого 1949 року — секретар ЦК КП(б) Казахстану з кадрів. У березні 1949 — вересні 1952 року — секретар ЦК КП(б) Казахстану.
У 1952 — січні 1958 року — 1-й секретар Карагандинського обласного комітету КП Казахстану.
У січні 1958 — 22 жовтня 1959 року — 2-й секретар Карагандинського обласного комітету КП Казахстану.
З 1960 року — персональний пенсіонер у Москві.
Помер у 1966 році в Москві. 

## Нагороди
- орден Леніна
- три ордени Трудового Червоного Прапора
- орден «Знак Пошани»
- медалі